# Флора Омска
Флора Омска — исторически сложившаяся совокупность видов растений, распространённых на территории этого города.

## История изучения
Первый список растений города составил фармацевто Ю. И. Килломан. Он с 1870-х годов собирал гербарий в окрестностях Омска. Коллекция растений передана в Дерптский университет, а результаты работы опубликованы в 6-й книге «Записок ЗСОИРГО» (1884). Они включали 494 вида с указанием мест их нахождения, народных названий; также доктор М. М. Колоколов добавил сведения об их употреблении в медицине. Современные исследователи, в частности, И. В. Бекишева, исключили из списка Килломана 19 видов культурных и ошибочно указанных для Омска видов.

## Естественная флора
Растительность Омска отражает расположение города рядом с границей лесостепной и степной природных зон, а также влияние человеческой цивилизации. Естественных лесов в окрестностях города нет. Небольшие редкие берёзово-осиновые колки удалены от Омска на значительное расстояние, а к югу от города по Иртышу леса почти не встречаются. Вокруг расположены открытые посевные площади.
На территории города-миллионника есть природная охраняемая зона Птичья гавань, парки Парк им. 300-летия Омска, Советский парк культуры и отдыха, Сад «Сибирь» и другие.
На территории самого города произрастают культивируемые городские растения, сорные рудералы и фрагменты естественной растительности. Лесная растительность сконцентрирована преимущественно на окраинах и является в основном вторичной. Леса образованы в основном берёзой повислой с примесью осины. В травяном ярусе доминируют кадения сомнительная, солонечник двухцветковый, борщевик сибирский, реброплодник уральский, ирис русский, костяника, василистник малый, полынь Людовика, вейник наземный, мятлик узколистный и некоторые другие.

## Флора в культуре
В Омске исторически существуют несколько искусственных флористических объектов. Основные — областной дендрологический сад им. Г. И. Гензе, Ботанический сад им. Н. А. Плотникова Омского государственного аграрного университета. Также есть несколько скверов.
Ботанический сад в Омском Государственном Аграрном Университете заложен в 1927 г., площадью 0,85 га на правом берегу р.
Иртыша на территории Сибирской сельскохозяйственной академии заведующим кафедрой ботаники, профессором Г. Г. Петровым. По решению
№ 14-10 Омского горисполкома от 09.01.1974 г. сад был перенесен на новое место от территории, прилегающей к телецентру, к границам плодово-ягодного сада имени А. Д. Кизюрина..